# Sajjad Ganjzadeh
Sajjad Ganjzadeh (persisch سجاد گنج‌زاده; * 4. Januar 1992 in Teheran) ist ein iranischer Kumite-Karateka. Bei den Olympischen Spielen 2020 in Tokio, wo Karate erstmals olympisch war, gewann er in der Gewichtsklasse über 75 kg die Goldmedaille. Außerdem wurde er viermal Weltmeister und fünfmal Asienmeister und gewann weitere Medaillen bei World Games und Asienspielen.

## Biografie

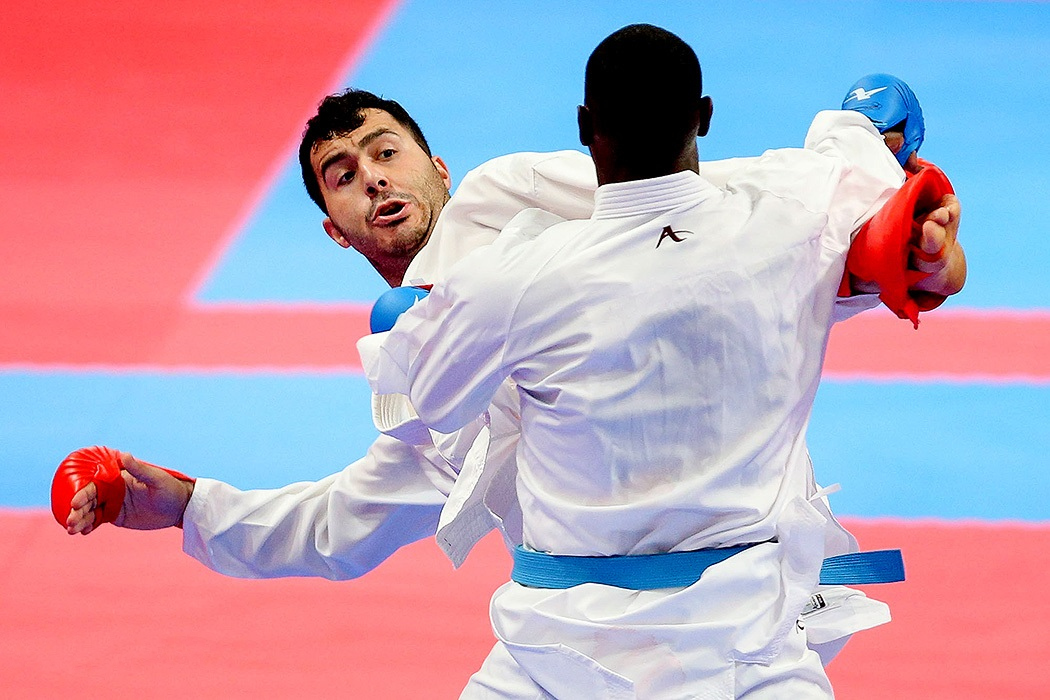
Sajjad Ganzjadeh bei den Asienspielen 2018 in Jakarta

Sajjad Ganjzadeh begann, inspiriert durch seinen Bruder Musa, im Alter von zehn Jahren mit dem Karate. Musa trainierte die iranische Jugendnationalmannschaft. Sajjad studierte Sport an der Islamischen Azad-Universität. Während der COVID-19-Pandemie unterstützte er eine Hilfsorganisation bei der Bereitstellung von Mahlzeiten, Unterkünften und Schulbildung für Arme.
Ganjzadeh gewann 2012 bei der Asienmeisterschaft in Taschkent und der Weltmeisterschaft in Paris jeweils mit dem iranischen Team seine ersten beiden internationalen Bronzemedaillen. Ein Jahr später sicherte er sich bei der Asienmeisterschaft in Dubai in der Klasse über 84 kg seinen ersten Titel und gewann auch mit dem Team die Goldmedaille. 2014 wurde er mit dem Team in Bremen erstmals Weltmeister. Auch im Einzel erreichte er das Finale, musste sich dort aber Enes Erkan geschlagen geben. Bei den beiden folgenden Weltmeisterschaften erreichte er ebenfalls die Entscheidungskämpfe, 2016 wurde er in Linz Einzelweltmeister. Außerdem entschied er mit dem iranischen Team zwischen 2014 und 2018 dreimal in Folge die Teamwertung für sich. Eine weitere Goldmedaille gewann er 2018 bei den Asienspielen in Jakarta.
Bei den coronabedingt um ein Jahr nach hinten verlegten Olympischen Spielen von Tokio holte Sajjad Ganjzadeh 2021 Gold in der olympischen Gewichtsklasse über 75 kg. Im Finale profitierte er von der Disqualifikation seines saudi-arabischen Kampfgegners Tareg Hamedi. Der bereits mit 4:1 in Führung liegende Hamedi wurde von den Kampfrichtern im Nippon Budōkan disqualifiziert, nachdem er Ganjzadeh mit einem Fußkick gegen den Kopf bewusstlos geschlagen hatte.

## Erfolge
Alle Wettkämpfe in der Gewichtsklasse über 84 kg.
2021
- 1. Platz Olympische Sommerspiele 2020 in Tokio (über 75 kg)
- 3. Platz Karate1 Premier League in Lissabon

2019
- 1. Platz Asienmeisterschaft in Taschkent im Team
- 1. Platz Karate1 Premier League in Madrid
- 1. Platz Karate1 Premier League in Rabat
- 1. Platz Karate1 Premier League in Shanghai
- 2. Platz Karate1 Premier League in Moskau
- 3. Platz Asienmeisterschaft in Taschkent
- 3. Platz Karate1 Premier League in Dubai
- 3. Platz Karate1 Premier League in Paris

2018
- 1. Platz Weltmeisterschaft in Madrid im Team
- 1. Platz Asienmeisterschaft in Amman im Team
- 1. Platz Asienspiele in Jakarta
- 1. Platz Karate1 Premier League in Berlin
- 1. Platz Karate1 Premier League in Paris
- 2. Platz Weltmeisterschaft in Madrid

2017
- 1. Platz Asienmeisterschaft in Astana im Team
- 1. Platz Karate1 Premier League in Dubai
- 1. Platz Karate1 Premier League in Paris
- 2. Platz Asienmeisterschaft in Astana
- 2. Platz World Games in Wrocław
- 3. Platz Karate1 Premier League in Rotterdam

2016
- 1. Platz Weltmeisterschaft in Linz
- 1. Platz Weltmeisterschaft in Linz

2015
- 2. Platz Asienmeisterschaft in Yokohama
- 2. Platz Asienmeisterschaft in Yokohama im Team

2014
- 1. Platz Weltmeisterschaft in Bremen im Team
- 2. Platz Weltmeisterschaft in Bremen

2013
- 1. Platz Asienmeisterschaft in Dubai
- 1. Platz Asienmeisterschaft in Dubai im Team

2012
- 3. Platz Weltmeisterschaft in Paris im Team
- 3. Platz Asienmeisterschaft in Taschkent im Team